# Église Saint-Symphorien de Gy
Pour les articles homonymes, voir Église Saint-Symphorien.
L'église Saint-Symphorien est une église catholique située à Gy, en France.

## Localisation
L'église est située sur la commune de Gy, dans le département français de la Haute-Saône.

## Description
L’édifice de type basilical se signale de l’extérieur par le rythme rapproché des contreforts et des baies rectangulaires et rondes éclairant bas-côtés et nef.
L’intérieur de l’église étonne par sa modernité, l’édifice ayant été conçu dans les mêmes années que les premières églises de type basilical de Paris et sa banlieue (Saint-Louis de Saint-Germain-en-Laye par Potain ; Saint-Symphorien de Montreuil par Trouard ; Saint-Philippe de Roule par Chalgrin), toutes marquées par le retour à la simplicité des premières basiliques de la Rome Antique. Les trois vaisseaux, séparés par des colonnes ioniques, le chœur dans la perspective de la nef, ceinturés par une architrave moulurée, l’éclairage par des oculi sous les lunettes de la voûte en berceau et des baies rectangulaires en rez-de-chaussée, concourent à créer un espace intérieur vaste et lumineux.
Dès l’entrée, le regard se porte sur le baldaquin du maître-autel en bois sculpté, polychrome et doré (dessins de Jorion de Nancy, 1781). Ce baldaquin, exécuté par Jean Baptiste Michel Deschamps (sculpteur et maître doreur à Besançon) et son épouse Reine Simon, comporte quatre colonnes corinthiennes supportant des grandes palmes. Un dais couronne une nuée rayonnante autour du triangle de la Trinité. 

## Historique
L’église Saint-Symphorien de Gy existait déjà au début du XIe siècle. Elle a été reconstruite entre 1769 et 1774 par le maître maçon bisontin Michel-Antoine Tournier d’après les plans d’Henri Frignet, ingénieur en chef des Ponts et Chaussées de la province. La première pierre a été posée par le Cardinal Antoine-Clériade de Choiseul-Beaupré. Après le départ de Frignet en 1770, le chantier est suivi par l’ingénieur Aubert de Gray. Le projet prévoyait la reconstruction totale de l’édifice mais par manque de fonds, l’ancienne tour-clocher du XVIIe siècle est conservée et raccordée à la nef. 

## Mobilier
Derrière le baldaquin une grande peinture sur toile représente saint Symphorien, patron de la paroisse. Des statues en pierre sont placées dans les deux niches situées de part et d’autre de cette toile.
Sur les murs latéraux du maître-autel deux tableaux de Camille Chazal (1860) représentent le Christ au mont des Oliviers et l’Annonciation. Un clair obscur a été adopté pour les deux représentations laissant le calice et la colombe dans l’ombre et auréolant de lumière les personnages principaux.
Les deux autels latéraux datant de 1792, en forme de tombeaux à retable sont en parfaite harmonie avec le maître-autel. On retrouve les colonnes corinthiennes et leurs entablements. Une peinture centrale et un médaillon peint complètent le mobilier.

## Protection
L'édifice est inscrit au titre des monuments historiques par arrêté du 28 août 1950.